# 住谷寅之介
住谷 寅之介（すみや とらのすけ）は、幕末の水戸藩士。水戸藩の尊王攘夷志士として活動した。

## 生涯
水戸藩士・住谷長太夫の長男として生まれる。天保9年（1838年）床机廻に抜擢され、同13年（1842年）藩校弘道館の舎長に任じられる。天保15年（1844年）、門閥派により弘道館教授頭会沢正志斎が罷免されるとそれに抗議して舎長を辞任、謹慎を命じられる。弘化3年（1846年）藩主徳川斉昭の雪冤運動に加わり処罰された。安政4年（1857年）、格式馬廻組列・軍用掛見習となる。
安政5年（1858年）10月、強圧的に幕府の実権を握る大老井伊直弼に対する諸藩の決起を促すため、住谷は大胡聿蔵らと共に土佐藩・宇和島藩・薩摩藩へ遊説に向った。11月17日、土佐の立川関に到着し奥宮猪惣次と坂本龍馬に連絡を取り土佐入国の協力を求める。奥宮からは協力は難しいとの返事が来たが、23日、龍馬が立川の宿屋を訪れた。住谷は龍馬と会談し、遊説の目的を論じて土佐入国の協力を要請した。龍馬は協力を約束して去ったが、その後龍馬からの連絡は無く、住谷らは宇和島へ向った。住谷はこの時の龍馬の印象を「すこぶる愛すべき人物也」「誠実可也の人物、併せて撃剣家、事情迂闊、何も知らず」と記している。
12月8日、宇和島に至り藩士金子孝太郎と面会するが、藩主伊達宗城が幕府から謹慎処分を受けており幕府を刺激する事を恐れた宇和島藩では協力を拒んだ。住谷らは時勢が不利に動いている事を悟り、薩摩行きを断念、失意のうちに江戸へ戻った。
安政6年（1859年）11月、安政の大獄に伴い住谷も職を免ぜられ蟄居処分を受けた。翌安政7年(1860年)2月、高橋多一郎らを中心とする大老井伊直弼の暗殺計画が藩に察知されると、住谷はその一味として投獄され禄を奪われた。3月3日に同志が井伊暗殺を実行し（桜田門外の変）、この変の後、幕府は水戸藩に対する弾圧を弱め、10月に住谷は罰を解かれている。
文久元年（1861年）5月、住谷は原市之進、宇都宮藩士大橋訥庵らと老中安藤信正暗殺を計画する。同年10月、丙辰丸の盟約（成破盟約・水長盟約）に基づき長州藩士周布政之助・桂小五郎に手紙を送り、安藤暗殺の援助を要請した。長州藩側では藩内の事情から決行の延期を求めたが、機を逸する事を恐れた水戸藩士らによって翌年正月に計画は実行されたものの安藤暗殺は失敗する（坂下門外の変）。住谷は禁固に処されるが、赦免され藩政に復帰した。文久2年（1862年）閏8月には清河八郎に依頼され、松平春嶽への上書を間崎哲馬に届けている。
文久3年（1863年）、藩主に随従して上京し、水戸藩京都警衛指揮役に任じられ本圀寺に入る。同年1月27日には京都東山の翠紅館において行われた、水戸藩・長州藩・土佐藩などの尊攘派志士による将軍上洛に関する会合に参加している。

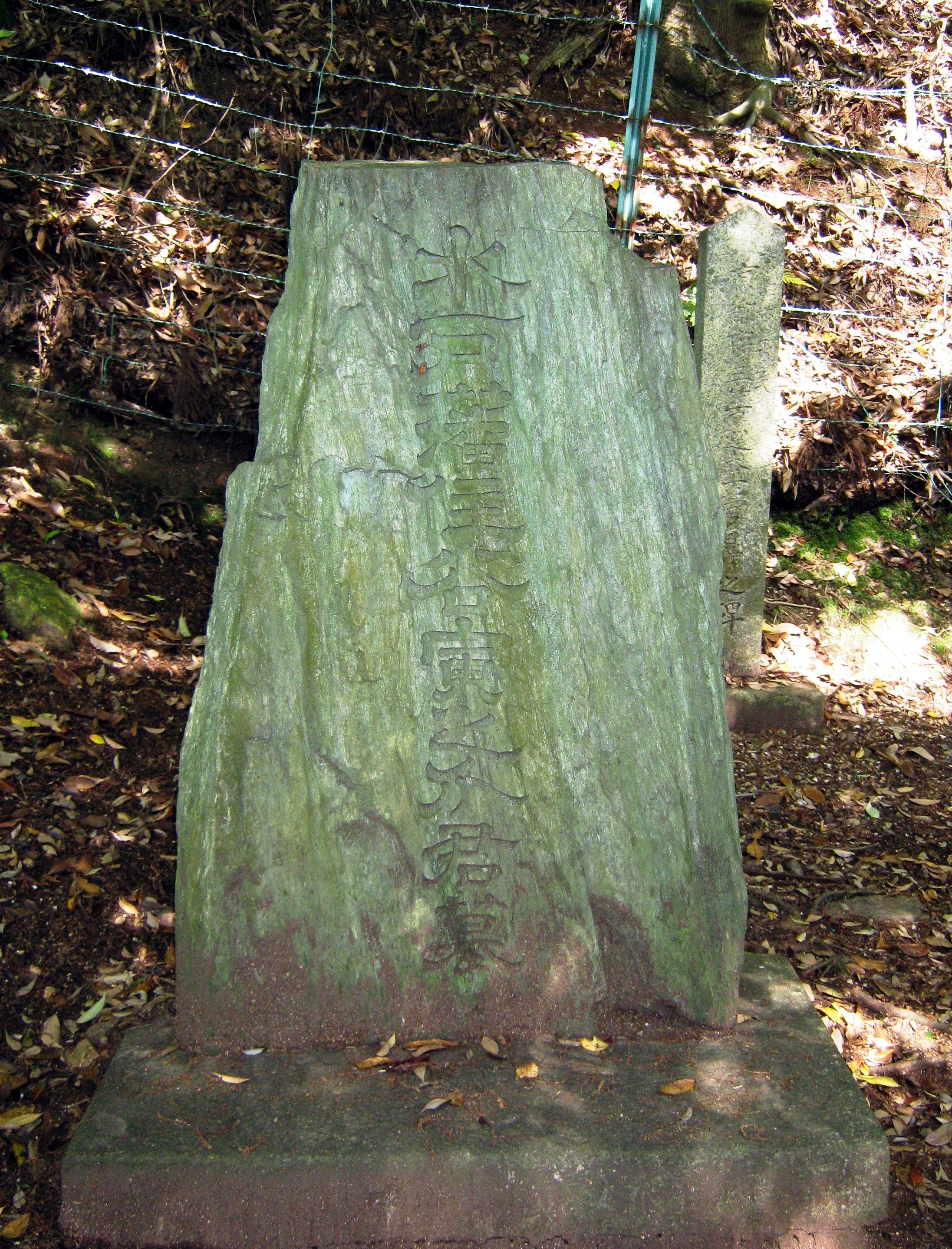
住谷寅之介の墓、霊山護国神社、京都市左京区

この頃、藤田東湖ら亡き後の水戸藩の尊王攘夷思想の中心的人物と見られていた住谷は、公卿らとも交際し、土佐藩主山内容堂に招かれ時勢を談じたりしている。しかし、住谷は公武合体を容認していたことから、勤王派志士から敵視されるようになり、慶応3年（1867年）6月13日宵、鴨川東岸松原河原において土佐藩足軽武士山本旗郎らによって斬殺された。享年50。墓所は水戸常磐共有墓地、京都霊山墓地。大正4年（1915年）贈正五位。

## 死後
なお、1870年（明治3年）、東京神田において住谷の息子らが山本を殺害、日本で最後に認められたという仇討ちを遂げている（「最後に認められた仇討ち」については異説多数）。